# Gregory Brian Waldis
Gregory Brian Waldis, noto come Gregory B. Waldis (Los Angeles, 27 dicembre 1967), è un attore svizzero che vive e lavora in Germania.

## Biografia
Nato negli Stati Uniti genitori svizzeri, tra il 1994 e il 1996 frequenta l'Officina Teatrale della Scuola di Spettacolo Mainz e tra il 2001 e il 2005 la Scuola Cinematografica Internazionale di Colonia.
Dopo aver lavorato in teatro, cinema e televisione, diventa molto noto, oltre che in Germania, in Italia e in numerosi altri paesi del mondo dove viene trasmessa la soap opera Sturm der Liebe. In questa soap opera, trasmessa in Italia con il titolo di Tempesta d'amore, dal 5 giugno 2006 su Canale 5 e dal luglio del 2007 su Rete 4, è stato protagonista, tra il 2005 e il 2007, con il ruolo di Alexander Saalfeld, insieme a Henriette Richter-Röhl.

## Filmografia parziale
- Tempesta d'amore (Sturm der Liebe) - serial TV (2005-2007) - Alexander Saalfeld

## Doppiatori italiani
Nelle versioni in italiano dei suoi film, Gregory B. Waldis è stato doppiato da:
- Lorenzo Scattorin in Tempesta d'amore.